# Joseph Garland
Joseph Garland (* 1. Januar 1893 in Gloucester, Massachusetts; † 4. August 1973) war ein US-amerikanischer Kardiologe.

## Leben
Schon der Vater und der Großvater von Joseph Garland waren praktische Ärzte in Gloucester (Massachusetts). Garland erhielt seinen akademischen Grad an der Harvard Medical School 1919. Anschließend konzentrierte er seine Bestrebungen auf die Kinderheilkunde. Von 1923 bis 1954 gehörte er dem Massachusetts General Hospital an. 1933 veröffentlichte er gemeinsam mit Edward Franklin Bland und Paul Dudley White einen Fallbericht über einen drei Monate alten Säugling, der an einem Versagen der linken Herzkammer verstarb. Bei der Obduktion stellte sich heraus, dass die linke Herzkranzarterie fehlgebildet war und aus der Lungenarterie entsprang. Wegen dieser Erstbeschreibung heißt die Fehlbildung heute Bland-White-Garland-Syndrom. Von 1938 an war er Mitglied des redaktionellen Beirats des New England Journal of Medicine. 1947 trat er der Redaktion dieser Fachzeitschrift eigentlich mit der Absicht bei, ihr die Hälfte seiner Arbeitszeit zu widmen. Jedoch wurde zur gleichen Zeit der amtierende Herausgeber, Robert Nason Nye, krank und Garland übernahm den Posten ganz. Während der folgenden 20 Jahre spielte er eine große Rolle dabei, das New England Journal of Medicine zu einer der bedeutendsten medizinischen Fachzeitschriften der Welt zu machen.
1953 wurde Garland in die American Academy of Arts and Sciences gewählt.